# 刻道
刻道，汉语译为苗族开亲歌，主要流传于贵州省施秉县杨柳塘镇，是苗族古歌中的一部婚姻叙事长诗，为其历史最长、规模最大、流传最广的酒歌，主要反映了舅权制下的苗族婚姻状况。

## 词源
苗族语言中，刻道即刻木，为古老的文字工具。苗族无文字，以刻木示信。

## 传承人

### 国家级
- 吴治光，男，1946年9月出生，第一批国家级非物质文化遗产项目刻道代表性传承人。[2]
- 石光明，男，1941年6月出生，第一批国家级非物质文化遗产项目刻道代表性传承人。[3]
- 吴通贤，男，第五批国家级非物质文化遗产项目刻道代表性传承人。[4]